# Аддису Легессэ
Аддису Легессэ (амх. አዲሱ ልገሴ) — эфиопский политический деятель.

## Биография
Аддису Легессэ до 2010 года был председателем Национального демократического движения Амхара, филиала Революционно-демократического фронта эфиопских народов в регионе Амхара. С 1992 по 2000 год был президентом региона Амхара. До 2008 года был вице-премьер-министром Эфиопии и министром сельского хозяйства и развития сельских районов. После этого возглавлял Эфиопские авиалинии. В настоящее время он является ректором академии Мелес Зенауи. Является владельцем сети гостинец в Эфиопии.